# TURN
TURN(Traversal Using Relays around NAT)은 멀티미디어 애플리케이션을 위해 네트워크 주소 변환(NAT) 또는 방화벽에서 보조하는 프로토콜이다. 전송 제어 프로토콜(TCP) 및 사용자 데이터그램 프로토콜(UDP)와 사용이 가능하다. NAT 장치 하의 네트워크 클라이언트에 유용하다. TURN은 NAT를 경유하는 사설 네트워크의 잘 알려진 포트 상의 서버를 구동하는데 도움을 주지 않는다. 예를 들어 전화에서처럼 NAT 뒤의 사용자가 하나의 피어에만 연결하는 것을 지원한다.
TURN은 "RFC 5766"에 의해 규정된다. IPv6용 TURN의 업데이트는 "RFC 6156"에 규정되어 있다. TURN URI 스킴은 "RFC 7065"에 문서화되어 있다.

## 개요
NAT는 수많은 장점을 제공하지만 수많은 단점이 따라오기도 한다. 해당 단점들 가운데 가장 큰 문제는 기존의 수많은 IP 애플리케이션의 동작을 막고 새로운 애플리케이션의 디플로이를 어렵게 만든다는 것이다. "NAT 친화" 프로토콜을 빌드하는 방법을 기술하는 여러 가이드라인이 개발되었으나 수많은 프로토콜들은 단순히 이 가이드라인을 따라 구성하는 것은 불가능하다. 이러한 프로토콜의 예로 멀티미디어 애플리케이션과 파일 공유를 들 수 있다.
STUN은 애플리케이션이 NAT를 경유하는 수단을 제공한다. STUN은 클라이언트가 트랜스포트 주소(IP 주소와 포트)를 취득할 수 있게 하는데, 이는 피어로부터 패킷을 수신하는데 유용하게 만들어 준다. 그러나 STUN을 통해 취득한 주소는 모든 피어에 유용하지 않을 수 있다. 이러한 주소들은 네트워크 위상 조건에 따라 동작한다. 그러므로 STUN 그 자체는 NAT 경유를 위한 완전한 해결책을 제공하는 것은 아니다.
완전한 해결책에는 패킷을 공용 인터넷에 내보낼 수 있는 피어로부터 미디어를 수신할 수 있는 트랜스포트 주소를 클라이언트가 취득할 수 있는 수단을 요구한다. 이는 공용 인터넷에 상주하는 서버를 통해 데이터를 릴레이(relay)하는 방식으로만 달성할 수 있다. TURN은 이러한 릴레이로부터 IP 주소와 포트를 클라이언트가 취득할 수 있게 도와준다.
TURN이 클라이언트에 연결을 거의 항상 제공함에도 불구하고 TURN 서버 제공자에게는 리소스가 상당히 집중된다. 그러므로 마지막 수단으로만 TURN을 사용할 것이 권고되며 가능하면 다른 구조(STUN 또는 직접 연결)가 선호된다. 이를 달성하기 위해 상호 연결 확립(ICE) 방식을 사용하여 연결의 최적 수단을 감지해낼 수 있다.

## 같이 보기
- 상호 연결 확립